# Мурзино (Бурятия)
Му́рзино — село в Кабанском районе Бурятии. Входит в сельское поселение «Твороговское».

## География
Расположено на левом берегу реки Селенги, в 1,5 км к востоку от центра сельского поселения, села Шигаево, и в 23 км северо-западнее районного центра — села Кабанска. Пристань и местная паромная переправа на Селенге. К северу и востоку от села находится дельта Селенги, с расположенным здесь природоохранным резерватом — Кабанским заказником, местом обитания водоплавающих птиц. В селе находится орнитологическая станция Научно-исследовательского института биологии при Иркутском университете. К юго-западу от села лежит Кударинская степь с островками боров.

## История
С конца XVII века земли по нижнему течению Селенги принадлежали Селенгинскому Свято-Троицкому монастырю. К этому времени относится основание вотчинных монастырских деревенек, в том числе и Мурзино, основанное по преданию крестьянами по фамилии Мурзины. В XIX веке через пристань села Мурзино проходили кандальные пути на каторгу в Забайкалье, в частности этапы декабристов, пребывавшие в казённой избе в соседнем крупном селе Творогово.

## Население
| 2002 | 2010 |
| ---- | ---- |
| 39   | ↗48  |

## Экономика
Население занято личным подсобным хозяйством, рыболовством.